# آن را بچسبان
بچسبانش (انگلیسی: Stick It) یک فیلم در ژانر درام و کمدی است که در سال ۲۰۰۶ منتشر شد.

## بازیگران
- جف بریجز
- میسی پریگریم
- ونسا لنگیس
- کلان لاتز
- جان پاتریک آمه‌دوری
- جیا کاردیس
- جون گریس
- آنی کورلی